# Las amazonas
 (срп. Амазонке) мексичка је теленовела продукцијске куће Телевиса снимана 2016.

## Синопсис
Док је био сиромашни младић, данас моћни земљопоседник Викторијано Сантос упознао је Инес Уерту, у коју се заљубио и која га је подржавала у свему. Међутим, злобни Лорето Гузман раставио их је када је силовао Инес, која је затруднела и понижена јер није знала чије дете носи, оставља Викторијана без објашњења и напушта град. Не знајући истину, Викторијано се оженио Дијаном, супругом свог убијеног пријатеља Висентеа Мендосе, власника ранча „Лас Дианас“. Недуго након венчања, Инес се вратила у град заједно са сином Емилијаном. Смртно болесна Дијана задужила ју је да се брине о њеним ћеркама: Дијани, Касандри и Констанси. Након газдаричине смрти, Инес је преузела бригу о девојчицама као права мајка. И даље је волела Викторијана, али је у његовом дому била само кућепазитељка.
Дијана, Касандра и Констанса одрасле су окружене љубављу. Мада је била његова мезимица, Дијана се често сукобљавала са оцем и то због његове младе супруге, прорачунате Деборе Пињеиро. Дебора је, са друге стране, одлучила да отера Инес са имања и угрози јој леп однос који њен знатно старији супруг има са ћеркама. Дијана је била верена са Елијасом Виљароелом, али праву љубав упознала је тек кад је њен је у њен живот ушао самохрани отац Алехандро Сан Роман. За породицу Сантос долазе бурна времена када им на врата закуцају Бернарда и Едуардо, мајка и брат давно убијеног Висентеа. Они желе да поврате имање „Лас Дианас“ и криве Викторијана за Висентеову смрт. У међувремену, Касандра се заљубљује у Едуарда, не знајући да је то најгори непријатељ њеног оца, док се Констанса удаје за злостављача Робија, а праву љубав упознаје у наручју Инесиног сина Емилијана. Док сваки члан породице Сантос проживљава своју личну драму, Инес и Викторијано принуђени су да стану на крај тајнама из прошлости које су их раздвојиле.

## Глумачка постава

### Главне улоге
| Глумац:         | Улога:              |
| --------------- | ------------------- |
| Дана Гарсија    | Дијана Сантос Луна  |
| Андрес Паласиос | Алехандро Сан Роман |

### Споредне улоге
| Глумац:                | Улога:                     |
| ---------------------- | -------------------------- |
| Сесар Евора            | Викторијано Сантос         |
| Викторија Руфо         | Инес Уерта                 |
| Гретел Валдез          | Касандра Сантос            |
| Рене Касадос           | Едуардо Мендоза Кастро     |
| Марилуз Бермудез       | Констанса Сантос           |
| Хуан Пабло Хил         | Емилијано                  |
| Габријела Вергара      | Дебора Пињеиро             |
| Гиљермо Гарсија Канту  | Лорето Гузман Валдез       |
| Наталија Гереро        | Лисет                      |
| Жаклин Андере          | Бернарда Кастро            |
| Алекс Сирвент          | Фабрисио                   |
| Лиз Гаљардо            | Монсерат                   |
| Бенхамин Риверо        | Мелитон                    |
| Алехандро Руиз         | Алонсо                     |
| Алфредо Адаме          | Висенте                    |
| Моника Ајос            | Дијана Елиса Дијана Марија |
| Алехандро Естрада      | Елијас                     |
| Борис Дуфлос           | Роби                       |
| Хектор Круз            | Бермудез                   |
| Едуардо Лињан          | Хенаро Виља                |
| Маријела Замора        | Хасинта                    |
| Палмеира Круз          | Кандела                    |
| Росита Пелахо          | Лућа                       |
| Фернандо Роблес        | Артемио                    |
| Марсија Кутино         | Делија                     |
| Рафаел дел Виљар       | Роберто                    |
| Маркос Монтеро         | Алдо                       |
| Флора Фернандез        | Анисета                    |
| Карла Стефан           | Елвија                     |
| Валентина де лос Кобос | Сабина                     |